# In Ghost Colours
In Ghost Colours är Cut Copys album från 2008.

## Låtlista
1. "Feel the Love" – 4:28
2. "Out There on the Ice" – 4:58
3. "Lights & Music" – 4:37
4. "We Fight for Diamonds" – 1:02
5. "Unforgettable Season" – 3:13
6. "Midnight Runner" – 2:33
7. "So Haunted" – 4:27
8. "Voice in Quartz" – 1:21
9. "Hearts on Fire" – 4:53
10. "Far Away" – 4:56
11. "Silver Thoughts" – 0:29
12. "Strangers in the Wind" – 4:44
13. "Visions" – 1:10
14. "Nobody Lost, Nobody Found" – 4:39
15. "Eternity One Night Only" – 3:06